# مدار ۴۳ درجه جنوبی
مدار ۴۳ درجه جنوبی، دایره‌ای از عرض جغرافیایی است که در ۴۳ درجهٔ جنوبی خط استوا  قرار دارد.

## گذر از مناطق
از نصف‌النهار مبدأ شروع می‌شود و به سمت مشرق ۴۳ درجه جنوبی از موارد زیر گذر می‌کند:
| مختصات‌ها                                             | کشور، قلمرو یا دریا | توضیحات      |
| ---------------------------------------------------- | ------------------- | ------------ |
| ۴۳°۰′ جنوبی ۰°۰′ شرقی / ۴۳٫۰۰۰°جنوبی ۰٫۰۰۰°شرقی      | اقیانوس اطلس        |              |
| ۴۳°۰′ جنوبی ۲۰°۰′ شرقی / ۴۳٫۰۰۰°جنوبی ۲۰٫۰۰۰°شرقی    | اقیانوس هند         |              |
| ۴۳°۰′ جنوبی ۱۴۵°۳۶′ شرقی / ۴۳٫۰۰۰°جنوبی ۱۴۵٫۶۰۰°شرقی | استرالیا            | تاسمانی      |
| ۴۳°۰′ جنوبی ۱۴۷°۵۷′ شرقی / ۴۳٫۰۰۰°جنوبی ۱۴۷٫۹۵۰°شرقی | اقیانوس آرام        | دریای تاسمان |
| ۴۳°۰′ جنوبی ۱۷۰°۳۴′ شرقی / ۴۳٫۰۰۰°جنوبی ۱۷۰٫۵۶۷°شرقی | نیوزیلند            | جزیره جنوبی  |
| ۴۳°۰′ جنوبی ۱۷۳°۷′ شرقی / ۴۳٫۰۰۰°جنوبی ۱۷۳٫۱۱۷°شرقی  | اقیانوس آرام        |              |
| ۴۳°۰′ جنوبی ۷۴°۱۵′ غربی / ۴۳٫۰۰۰°جنوبی ۷۴٫۲۵۰°غربی   | شیلی                | جزیره شیلوئه |
| ۴۳°۰′ جنوبی ۷۳°۲۱′ غربی / ۴۳٫۰۰۰°جنوبی ۷۳٫۳۵۰°غربی   | Gulf of Corcovado   |              |
| ۴۳°۰′ جنوبی ۷۲°۴۵′ غربی / ۴۳٫۰۰۰°جنوبی ۷۲٫۷۵۰°غربی   | شیلی                |              |
| ۴۳°۰′ جنوبی ۷۲°۳′ غربی / ۴۳٫۰۰۰°جنوبی ۷۲٫۰۵۰°غربی    | آرژانتین            |              |
| ۴۳°۰′ جنوبی ۶۴°۲۰′ غربی / ۴۳٫۰۰۰°جنوبی ۶۴٫۳۳۳°غربی   | اقیانوس اطلس        |              |